# 양투좌타
양투좌타는 야구에서 양손으로 던지고 타석에선 왼손으로 치는 야구 선수를 가리키는 단어이다.

## 설명
양투좌타인 선수는 야구에선 좌투좌타나 우투좌타인 선수들에 비해선 흔치않지만 내야수, 외야수, 투수까지 모든 야구 포지션을 수월하게 맡을 수 있다는 장점이 존재한다. 양투좌타인 경우는 내야수나 외야수인 경우에선 우익수, 중견수, 좌익수인 경우엔 왼손으로 던지고 2루수, 유격수, 3루수, 포수인 경우에는 오른손으로 던져서 수비하며 1루수인 경우에는 야구 선수의 성향에 따라 왼손으로 던지거나 오른손으로 던지기도 한다. 대한민국에서 주최하는 KBO에서 양투좌타인 선수로는 전 한화 이글스의 야구 선수인 최우석이 있으며 MLB에서는 팻 벤디티가 양투좌타에 속하는 야구 선수이다.

## 같이 보기
- 야구
- 타자
- 투수